# غلاديس مورا
غلاديس مورا (بالإسبانية: Gladys Mora)‏ هي لاعبة تايكوندو كولومبية، ولدت في 31 يوليو 1980 في بارانكيا في كولومبيا.

## وصلات خارجية
- غلاديس مورا على موقع TaekwondoData.com (الإنجليزية)
- غلاديس مورا على موقع أوليمبيديا (الإنجليزية)